# Веннер, Томас
Томас Веннер (англ. Thomas Venner; ? — 19 января 1661) — английский мятежник, радикальный деятель Английской революции, лидер «людей пятой монархии». который был организатором восстания в январе 1661 года. Восстание заставило изменить решение о роспуске пехотных полков, что стало началом зарождения Британской армии.

## Биография
По профессии — бондарь. В 1637 году он  отправился в Новую Англию, где пробыл 22 года, после чего вернулся, чтобы участвовать в заговоре против Кромвеля.
Веннер принадлежал к «людям Пятой монархии», состоявшим, в основном, из сельской и городской бедноты и ожидавшим наступления тысячелетнего «царства Христа», требовавшим упразднения государства и действовавшего права.
Известен как организатор двух восстаний в Лондоне. Первое, быстро подавленное, было направлено против диктатуры Кромвеля; в результате Томас Веннер должен был просидеть в тюрьме до смерти протектора Кромвеля. Второе, устроенное Веннером с кучкой единомышленников, имело место уже после реставрации Стюартов. Веннер возглавил попытку переворота в Лондоне против недавно восстановленного правительства Карла II. Это событие, известное как «Восстание Веннера», длилось четыре дня с 1 по 4 января 1661 года. Около полуночи 50 приверженцев секты вышли с оружием в руках из своего молельного дома в Лондоне с криками «Король Иисус! Король Иисус! К оружию!». Но их почти никто не поддержал и через четыре дня их мятеж был жестоко подавлен.
После трёхдневного геройского сопротивления Т. Веннер и его приверженцы были схвачены. Сам Веннер получил девятнадцать ранений. 19 января 1661 года участники мятежа подверглись мучительной казни. Веннер предстал перед судом, был приговорён к повешению, потрошению и четвертованию. После этого секта почти целиком была истреблена.